# La Nueva Unión, Chiapas
La Nueva Unión är en ort i Mexiko.   Den ligger i kommunen Benemérito de las Américas och delstaten Chiapas, i den sydöstra delen av landet, 1 000 km öster om huvudstaden Mexico City. La Nueva Unión ligger 201 meter över havet och antalet invånare är 526.
Terrängen runt La Nueva Unión är platt. Runt La Nueva Unión är det ganska glesbefolkat, med 25 invånare per kvadratkilometer. Närmaste större samhälle är Nuevo Orizaba, 15,0 km öster om La Nueva Unión. Omgivningarna runt La Nueva Unión är en mosaik av jordbruksmark och naturlig växtlighet.